# Lucia di Lammermoor
Lucia di Lammermoor és una òpera en tres actes composta per Gaetano Donizetti sobre un llibret italià de Salvatore Cammarano, basat en la novel·la The Bride of Lammermoor de Walter Scott. Va ser estrenada a Nàpols el 26 de setembre de 1835.
És una de les principals òperes del bel canto i una de les cinc més representades en la història del Liceu, amb 309 representacions, la darrera de les quals l'any 2021. La història transcorre a les terres escoceses de Lammermoor a final del segle xvi en un moment de crisi política i religiosa. Conta la història de l'amor de Sir Edgardo de Ravenswood i Lucia, germana de Lord Enrico Asthon, que ha pactat el casament de la jove amb un noble ric. Aprofitant l'absència de l'enamorat i per mitjà d'una prova d'infidelitat, Lord Enrico aconsegueix que se celebri el casament, just al moment quan torna Sir Edgardo. En un acte de bogeria, Lucia apunyala al llit nupcial el seu marit.

## Representacions
Va ser estrenada al Teatro San Carlo de Nàpols el 26 de setembre de 1835. Donizetti va revisar la partitura per a una versió en francès, Lucie de Lammermoor, que es va estrenar el 6 d'agost de 1839 en el Théâtre de la Renaissance de París.
No obstant això, durant dècades Lucia es va considerar com a mera peça de lluïment per sopranos de coloratura i era una part poc coneguda del repertori operístic. Després de la Segona Guerra Mundial, un petit nombre de sopranos molt capacitades, la més destacada d'elles van ser primer Maria Callas (amb interpretacions des de 1952 i especialment aquelles de la Scala i Berlín el 1954/55 sota Herbert von Karajan) i després Joan Sutherland (amb les seves interpretacions de 1959 a la Royal Opera House Covent Garden el 1959, que es van repetir el 1960), van reviure l'òpera en tota la seva glòria tràgica original.
Des del seu renaixement, Lucía de Lammermoor s'ha convertit en una referència del repertori operístic estàndard, i apareix com a número 19 a la llista de Operabase de les òperes més representades en el món, i la segona de Donizetti, després de L'elisir d'amore.

## Argument
L'òpera narra una història que transcorre a Escòcia al final del segle xvi, i gira entorn de les dues nobles famílies escoceses dels Ashton i dels Ravenswood, que són enemigues. Normanno, un servent dels Ashton, revela a Lord Enrico Ashton que la seva germana Lucia està enamorada en secret del jove Edgardo, l'últim descendent dels Ravenswood. Enrico, enfurit, decideix casar Lucia amb Lord Arturo Bucklaw per guanyar una nova aliança política. Lucia i Edgardo es troben secretament i es prometen matrimoni, però Enrico intercepta les cartes d'Edgardo i envia una missiva falsa que fa creure a Lucia que Edgardo l'ha traït, i la convenç de casar-se amb Arturo. Edgardo entra enfuretit i al veure el contracte de matrimoni, pregunta a Lucia si és la seva firma i ella, confosa, ho confirma.